# Ralph Terry
Ralph Willard Terry (Big Cabin, Oklahoma, 9 de enero de 1936-Larned, Kansas, 16 de marzo de 2022), más conocido como Ralph Terry, fue un jugador profesional estadounidense de béisbol que se desempeñó en la posición de lanzador en las Grandes Ligas de Béisbol (MLB). Logró obtener el premio MVP (jugador más valioso de la Serie Mundial).

## Carrera
Terry jugó como profesional dos temporadas en New York Yankees (1956-1957), después pasó por varios equipos, Kansas City Athletics (1957-1959), New York Yankees (1959-1964), Cleveland Indians (1965), Kansas City Athletics (1966), y finalmente, se unió a New York Mets, donde jugó dos temporadas (1966-1967), y fue el equipo en el que se retiró.

## Premios
Fue galardonado con el MVP (jugador más valioso de la Serie Mundial) en una oportunidad (1962).